# ميري أندرادي
ميري أندرادي مواليد 31 ديسمبر 1975 في الرأس الأخضر، هي لاعبة كرة سلة برتغالية سابقة. تم اختيارها من قبل فريق شارلوت ستينغ خلال الدرافت. يبلغ طولها 6 قدم 0 بوصة (1.8 م). لعبت مع كليفلاند روكرز وشارلوت ستينغ في الاتحاد الوطني لكرة السلة النسائية.

## روابط خارجية
- ميري أندرادي على موقع الاتحاد الدولي لكرة السلة (الإنجليزية)
- ميري أندرادي على موقع الاتحاد الوطني لكرة السلة النسائية (الإنجليزية)
- ميري أندرادي على موقع كرة السلة الأوروبية.كوم (الإنجليزية)
- ميري أندرادي على موقع كلية كرة السلة في سبورتس رفرنس.كوم (الإنجليزية)
- ميري أندرادي على موقع بروبوليرز (الإنجليزية)
- ميري أندرادي على موقع سبورتس رفرنس (الإنجليزية)